# Strangers with Candy (film)
Pour plus de détails, voir Fiche technique et Distribution.
Strangers with Candy est un film américain réalisé par Paul Dinello, sorti en 2005. Il s'agit d'une préquelle à la série télévisée du même nom.

## Synopsis
Jerri Blank, une ex-junkie de 46 ans, est libérée de prison et décide de reprendre sa vie là où elle l'avait laissée.

## Fiche technique
- Titre : Strangers with Candy
- Réalisation : Paul Dinello
- Scénario : Stephen Colbert, Paul Dinello et Amy Sedaris
- Musique : Marcelo Zarvos (en)
- Photographie : Oliver Bokelberg
- Montage : Michael R. Miller
- Production : Lorena David, Mark Roberts et Valerie Schaer Nathanson
- Société de production : Comedy Central Films, Roberts/David Films et Worldwide Pants
- Société de distribution : THINKFilm (États-Unis)
- Pays :  États-Unis
- Genre : Comédie
- Durée : 97 minutes
- Dates de sortie : 
  -  États-Unis : janvier 2005 (festival du film de Sundance), 28 juin 2006

## Distribution
- Amy Sedaris : Geraldine Antonia « Jerri » Blank
- Stephen Colbert : Chuck Noblet
- Paul Dinello : Geoffrey Jellineck
- Dan Hedaya : Guy Blank
- Joseph Cross : Derrick Blank
- Deborah Rush : Sara Blank
- Maria Thayer : Tamela « Tammi » Littlenut
- Carlo Alban : Megawati Sukarnoputri
- Greg Hollimon : le principal Onyx Blackman
- Allison Janney : Alice
- Matthew Broderick : Roger Beekman
- Sarah Jessica Parker : Peggy Callas
- Philip Seymour Hoffman : Henry
- Justin Theroux : Carlo Honklin
- Chris Pratt : Brason
- Dolores Dwyer : Iris Puffybush
- David Pasquesi : Stew
- Ian Holm : Dr. Putney
- David Rakoff : Boswell
- Elisabeth Harnois : Monica
- Alexis Dziena : Melissa
- Tom Guiry (en) : P John
- Evelyn McGee : Clair Noblet

## Accueil
Le film a reçu un accueil mitigé de la critique. Il obtient un score moyen de 57 % sur Metacritic.